# HD 64347
HD 64347，又名BD+56 1253，SAO 26579、HR 3077，是一颗恒星，视星等为6.72，位于銀經161.19，銀緯31.18，其B1900.0坐标为赤經7h 48m 20.4s，赤緯+56° 31.18′ 3″。